# 德德里克·博亚塔
德德里克·博亚塔（法語：Dedryck Boyata，1990年11月28日—），是一名民主刚果裔比利时足球运动员，场上主要司职后卫，現效力于比利時甲組聯賽A球队布魯日。他也效力於比利时国家足球队。

## 俱乐部生涯

### 早期生涯
博亚塔在2003年进入比利时布鲁塞尔青年队，2006年转投英超球队曼城。他是曼城青年队赢得2008年英格蘭足總青年盃的成员，在决赛对阵切尔西青年队的两回合赛事中均首发出场。博亚塔在2009年4月赢得曼城青年队月度最佳球员的荣誉。

### 曼城
2010年1月2日，博亚塔在曼城1比0击败米德尔斯堡的英格兰足总杯比赛中首次代表曼城成年队出战。9天后，即1月11日，博亚塔在曼城4比1战胜布莱克本的英超联赛进行到的86分钟时替补出场，完成他的英超联赛处子秀。而他首次在英超联赛首发登场则是在同年2月6日曼城和赫尔城的联赛中。由于博亚塔在2009/10赛季的表现特别是在当赛季英格兰联赛杯半决赛两回合的出色表现，他被提名进入英超联赛赛季最佳年轻球员的候选名单。
2010年8月26日，博亚塔在和罗马尼亚蒂米什瓦拉的欧洲联赛杯附加赛第二回合中打进首个成年比赛进球。由于博亚塔的稳定发挥，他在9月25日曼城和切尔西的联赛中获得首发机会，担任右后卫，并以出色的防守帮助曼城1比0击败对手，打破切尔西的赛季不败金身。但在10月24日，博亚塔在和另一支伦敦球队阿森纳的联赛进行到第五分钟时，即因侵犯而被出示红牌逐出球场，少打一人的曼城最终0比3惨败。这次愚蠢的犯规也让他远离英超联赛半年，直到2011年4月3日才再次得到联赛出场机会，他以右后卫的身份帮助曼城5比0击败桑德兰。

### 博尔顿
2011年8月26日，英超球会博尔顿宣布租借博亚塔一年。9月10日，博亚塔在博尔顿主场0比5不敌曼联的英超联赛比赛中首次代表博尔顿出场。

### 
2012年8月31日，荷甲球會租借博亚塔至2013年1月。

## 国家队生涯

### 青年队
博亚塔曾经代表比利时U19国家队出场12次，打进2个进球。2010年3月3日，他在比利时U21国家队1比0击败马耳他U21的比赛中首次代表21歲以下國家队出场。

### 成年队
2010年8月，博亚塔第一次入选比利时国家队的集训名单。同年10月，博亚塔再次被选入国家队，并进入比利时国家队对哈萨克斯坦和奥地利的比赛名单。10月12日，他在比利时4比4战平奥地利国家队的比赛中出场，完成在成年国家队首秀。
2018年6月，比利時國家隊公布了征戰俄羅斯世界盃的23人大名單，博亚塔入選。比利時最終獲得季軍。

## 荣誉
- 曼城
  - 英格兰足总杯：2010/11

## 个人生活
博亚塔出生于布鲁塞尔首都大区的城市于克勒。他的父亲也是一名足球运动员，在20世纪90年代曾效力于比利时低级别联赛球队皇家圣吉罗斯联合和鲁汶。博亚塔和曼城和比利时国家队队友、同样来自于克勒的有良好的私人关系。

## 外部連結
- 足球数据库：德德里克·博亚塔的球员统计数据
- Premier League profile （页面存档备份，存于）
- 德德里克·博亚塔－UEFA國際賽競賽紀錄